# 山本章一
山本 章一(やまもと しょういち)は、日本の漫画家。北海道在住。

## 来歴・人物
2011年から漫画 on Web主催のネーム大賞に投稿を開始。佳作、奨励賞を受賞。
2014年、裏サンデーの『第3回連載投稿トーナメント』に応募した『堕天作戦』で優勝し、プロデビューが確定。
2015年、小学館の裏サンデー及びスマホアプリマンガワンにて『堕天作戦』を連載開始。
2022年10月1日、Twitter公式アカウントにて『堕天作戦』の10月末でのマンガワン掲載終了を発表。
2022年11月1日、Twitter公式アカウントが作者本人に譲渡され、個人出版にて継続されることが発表。
2022年12月23日、Amazon Kindle ダイレクト・パブリッシングにて個人出版バージョン1～4巻発売。
2022年12月27日、「コンテンツガイドライン違反」とのことでアカウント閉鎖。
具体的なことは不明。
2023年1月4日、アカウント問題が解決しAmazon Kindle販売ページ復活。5巻も発売となる。

## 作品リスト

### 連載
- 堕天作戦（裏サンデー/マンガワン2015年2月20日 - 2022年10月31日、小学館）

### 読切
- 我等のナイフ（第１回ネーム大賞 応募作品）
- 最後の壁（第２回ネーム大賞 佳作作品）
- 燃える追い人（第３回ネーム大賞 奨励賞作品）
- 白日の非情（第４回ネーム大賞 応募作品）
- 大いなる棘（第６回ネーム大賞 応募作品）
- 憤怒の18（第６回ネーム大賞 応募作品）
- 吸血鬼対岡っ引き(合同誌「meandro」寄稿 )

## アシスタント
- 白石琴似[4]

## 外部サイト
- 裏サンデー | 堕天作戦(Internet Archive)
- Twitter | 『堕天作戦』公式
- 漫画 on Web | 『最後の壁』
- 『堕天作戦』公式 | 『最古の天才の話』(燃える追い人)
- 『堕天作戦』公式 | 『人魚伝説』(白日の非情)
- 『堕天作戦』公式 | 『女子高生は数値を気にするって話』(大いなる棘)
- 『堕天作戦』公式 | 『憤怒の18』
- DLsite | 「meandro」(『吸血鬼対岡っ引き』収録)
- 絶版状態だった『堕天作戦』が大躍進！ 逆転劇の裏側とは？